# チェイサーゲーム
『チェイサーゲーム』（英語: CHASER GAME）は、サイバーコネクトツー制作（原作：松山洋、作画：松島幸太朗）による漫画作品。2018年から2021年にかけて『ファミ通.com』にて連載され、2022年9月18日からは続編となるSeason2が連載されている。単行本はSeason1が7巻まで、8巻からはSeason2となる。登場人物の多くは脚色されているものの、サイバーコネクトツーに実在する同姓同名の人物をモデルにしている。2022年9月よりテレビ東京系列でテレビドラマ化された。

## 登場人物
〈 〉内は年齢、☆はサイバーコネクトツーに実在する人物（過去の所属者含む）と同姓同名のキャラクター。

### サイバーコネクトツー
福岡を拠点とするゲーム開発会社。数多くのヒット作品を手掛けてきた日本を代表するソフトメーカーの一つ。ドラマ版では東京を拠点とする「ダイナミックドリーム」（通称：DD社）に変更されている。

#### 主要な社員
新堂龍也（しんどう たつや）〈13 → 30 → 32〉
演 - 渡邊圭祐（10歳時：渡邉斗翔）
入社9年目の3Dアニメーター。趣味は漫画。アーティスト班のシニアに昇進し、プレイングマネージャー（中間管理職）を任される。
昇格し浮かれていたのもつかの間、個性的なチームメンバーや初めてのマネジメント業務に翻弄され、奮闘する毎日を送る。
テレビドラマ版ではDD社を退職し、偶然出会った大学生（久木崎と吉田）とChase＆Create（CC社）を立ち上げ、インディでゲーム開発を行う。
魚川貴央（うおかわ たかひろ）☆〈23 → 25〉
演 - 東啓介
龍也のチームのメンバー。シネマティック。驚異的な高い能力を持ち、人の3倍努力をする天才若手。合理的に物事を考えるタイプで、正反対の龍也と意見がぶつかることもしばしば。趣味はパワプロ。
2年後にはシニアとなり、黒川と池脇の直属の上司となる。しかし、久井田の退職により苦悩の日々が続く。
テレビドラマ版ではDD社を退職し、松山社長の紹介で中国の大手ゲームメーカー「レッド・サン」に転職しエースクリエイターとなる。
久井田慶（くいた みちる）☆〈21 → 23〉
演 - 景井ひな
龍也のチームのメンバー。ビジュアルエフェクト。経験が浅く、まだ未熟な若手。作業が遅れがちだが、元気とやる気と責任感がある頑張り屋。趣味はコスプレ。
2年後には会社を退職し、中洲のアニソン&コスプレバーで働くようになる。
テレビドラマ版ではDD社に復職している。
上田和範（うえだ かずのり）☆〈40 → 42〉
演 - 浜野謙太
龍也のチームのメンバー。3Dアニメーター。データの戻しの多い問題児だが、龍也にとっては先輩なので強く言いづらい。
日頃から言動に問題があるが、特にゲームデザイナーに対する当たりが強い。趣味はガンプラ。
御厨順平（みくりや じゅんぺい）☆〈35 → 37〉
演 - 今井隆文
龍也のチームのメンバー。アニメーションコンテ。安定したクオリティとスピードで作業をこなしていく。無表情でいつも顔色が悪い。趣味はアニメ鑑賞。
テレビドラマ版では退職した龍也の後任でチームリーダーを引き継いでいる。
黒田将（くろだ まさる）〈22 → 24〉
→#インターンシップ生
池脇蓮実（いけわき はすみ）〈20 → 22〉
→#インターンシップ生
穴井昭廣（あない あきひろ）☆〈37 → 39〉
演 - やべきょうすけ
龍也の直属の上司。アーティスト班リード。的確な判断や指示を出し、時には冷静に、時には熱く龍也たちを引っ張っていく。元は福岡でゲーム系専門学校の講師をしていた。趣味はサバイバルゲーム。
桐澤美園（きりさわ みその）〈30 → 32〉
演 - 宇垣美里
業務部総務課。龍也と同期入社で、彼の事を気にかけてアドバイスをしたり相談に乗ったりしている。
松山洋（まつやま ひろし）☆〈44〉
演 - 片岡愛之助
代表取締役社長。プレイングマネージャーとなった龍也を叱咤激励する。
テレビドラマ版の最終話では、妹の治療費を稼ぎたい魚川に、高給を稼げる中国大手ゲームメーカー「レッド・サン」の職を紹介し、昔憧れていた漫画家デビューに挑戦している。

#### その他の社員
木本一輝（きもと かずき）☆〈36〉
演 - バッファロー吾郎A
プロジェクトリーダー。早期退職した幸田の代わりとして、龍也をシニアに昇進させる。
百武由実子（ひゃくたけ ゆみこ）☆
社長秘書。
宮崎太一郎（みやざき たいちろう）☆〈44 → 46〉
副社長。
西川裕貴（にしかわ ゆうき）☆〈36 → 38〉
制作プロデューサー。小さな身体でいくつもの大きなプロジェクトを担当してきた。
藤井理恵（ふじい りえ）☆〈31 → 33〉
演 - 脇田唯
アーティスト班シニア。龍也と同じ立場。勇希とは同期。
2年後には子供を授かり、長期の休暇を取得した。
本田勲（ほんだ いさお）☆〈32 → 34〉
演 - 池田良
ゲームデザイナー。依頼とお詫びのプロ。
中舎健永（なかしゃ けんえい）☆〈40〉
ゲームデザイナー。通称「仏の中舎」。
君島良太（きみしま りょうた）〈28〉
演 - 川並淳一
入社6年目のプログラマー。

#### インターンシップ生
黒田将（くろだ まさる）〈22 → 24〉
大学生。アーティスト志望。龍也班に配属され、魚川の指導を受ける。
その2年後、サイバーコネクトツーに入社し、シニアとなった魚川の下でアーティストとして働く。
池脇蓮実（いけわき はすみ）〈20 → 22〉
専門学生。ゲームデザイナー志望。藤井班に配属される。
その2年後、サイバーコネクトツーに入社し、シニアとなった魚川の下でアーティストとして働く。
白石悠斗（しらいし ゆうと）〈22〉
大学生。プランナー志望。龍也班に配属され、御厨の指導を受ける。
三田由衣香（みた ゆいか）〈18〉
演 - 三原羽衣
専門学生。アーティスト志望。龍也班に配属され、久井田の指導を受ける。
橋本孝彰（はしもと たかあき）〈20〉
大学生。プログラマー志望。藤井班に配属される。
神田大賀（かんだ たいが）〈18〉
大学生。プログラマー志望。藤井班に配属される。

### プレインラック
スマホゲームで1300億と国内トップの収益を誇るゲーム開発会社。
鷹城勇希（たかしろ ゆうき）〈10 → 30〉
演 - 冨田佳輔
龍也とは中学からの同級生。プレインラック社の開発から企画までを一手に担う。元サイバーコネクトツースタッフ（2010年退社）。
テレビドラマ版では先輩のデータ上書きエピソードと、更木が担当するプロジェクトの前任者としてのみ登場。

### ジーガ・エンターテインメント
大手パブリッシャーの一つ。2012年、創業50年を迎える老舗ゲームメーカー「ZEAL International」、スマホゲームの大ヒットで急成長を遂げた「GENIUS ASSOCIATE」がに経営統合し設立された。新社名は2社それぞれの頭文字から「ZEGA Entertainment」となっている。
更木裕一郎（ざらき ゆういちろう）〈35〉
演 - 金田哲（はんにゃ）
チーフプロデューサー。サイバーコネクトツーの面々を振り回す。
テレビドラマ版ではプロデューサー失脚後に暴露系動画配信者「ザラーキー」に転身し、元上司の白川の横領を告発する。
守田円花（もりた まどか）〈31〉
演 - 菅野莉央
アシスタントプロデューサー。

### その他
鷹城花南（たかしろ かなん）〈6 → 16〉
勇希の妹。声優志望。
林真子（はやし まこ）〈13 → 20〉
「タツヤ軍団」の一員。デザイナー志望。
久木崎亘（くきざき わたる）〈13 → 20〉
演 - 坪根悠仁
「タツヤ軍団」の一員。グラフィック志望。
ドラマ版において、久木崎と吉田はゲーム好きの大学生として登場。最終回では吉田と共にDD社を退職した龍也に誘われ、インディーゲームの開発を始める。
吉田銀次（よしだ ぎんじ）〈13 → 22〉
演 - 京典和玖
「タツヤ軍団」の一員。プログラマー志望。
アキラ先輩〈15 → 22〉
龍也の中学時代の先輩。
こぶしのぶゆき〈39〉
こぶしプロ代表兼声優。

## 書誌情報
- 松山洋（原作）、松島幸太朗（作画）『チェイサーゲーム』 （発行：KADOKAWA Game Linkage／発売：KADOKAWA／電子書籍出版：株式会社ナンバーナイン） 、既刊12巻（2025年3月1日現在）
  1. 2019年09月13日発売[16][17]、ISBN 978-4-04-733426-7
  2. 2019年09月13日発売[16][18]、ISBN 978-4-04-733427-4
  3. 2020年02月07日発売[19][20]、ISBN 978-4-04-733464-9
  4. 2020年07月06日発売[21][22]、ISBN 978-4-04-733484-7
  5. 2020年11月30日発売[23][24]、ISBN 978-4-04-733518-9
  6. 2021年06月28日発売[25][26]、ISBN 978-4-04-733553-0
  7. 2022年01月18日発売[27][28]、ISBN 978-4-04-733577-6
  8. 2024年01月30日発売[29][30]、ISBN 978-4-04-733712-1
  9. 2024年01月30日発売[29][31]、ISBN 978-4-04-733713-8
  10. 2024年04月23日発売[32]、ISBN 978-4-04-733728-2
  11. 2024年09月26日発売[33]、ISBN 978-4-04-733750-3
  12. 2025年03月01日発売[34]、ISBN 978-4-04-733770-1

## テレビドラマ
2022年9月9日（8日深夜）から10月28日（27日深夜）まで、テレビ東京系列の「木ドラ24」枠にて放送された。主演は、地上波連続ドラマ初主演となる渡邊圭祐。
ゲーム開発会社で働く主人公のプレイングマネージャーが、何者かに妨害を受けながらも引き継いだ新規ゲーム開発プロジェクトの完成を目指す。
2024年1月9日（8日深夜）から2月27日（26日深夜）まで、第2弾を『チェイサーゲームW パワハラ上司は私の元カノ』のタイトルで火曜（月曜深夜）2:35 - 3:05枠にて放送された。前作同様ダイナミックドリームを舞台とするが、原作にはないオリジナルストーリーで登場人物も一部を除いて大きく異なる。主演は菅井友香と中村ゆりか。
同年9月20日（19日深夜）から11月8日（7日深夜）まで続編となる『チェイサーゲームW2 美しき天女たち』が同局の「木ドラ24」枠にて放送された。菅井と中村らが続投する。
本稿では便宜上、第1作をS1、第2作をW1、第3作をW2の略称で表記する。

### キャスト（チェイサーゲーム）
メインキャストは「#登場人物」を参照。

#### ドラマオリジナルキャスト
渡邊凛
演 - 若林佑真
インターン生。女性として出生したものの、性自認は男性である（トランスジェンダー）。
三浦美羽
演 - 宮﨑優
インターン生。15歳までニューヨークで暮らしていた。
山崎梨々香
演 - 尾崎由香
人気声優。DD社開発のゲームのモデルとなっていた際にパパ活疑惑が浮上するも、記者会見で疑惑を吹き飛ばした。
最終回では朝ドラヒロインに抜擢される。
チャン・カイコー
演 - 程波
中国の大手ゲームメーカー「レッド・サン」の名誉会長。「レッド・サン」は半ばリタイアしており、松山社長の通う中華料理店を趣味で経営している。松山社長が紹介した魚川を「レッド・サン」のゲーム開発者に招き入れる。

#### ゲスト
ダイナミックドリーム社員
演 - 松山洋（第1話カメオ出演）
龍也のチームの仕事の遅れをカバーする別チームのメンバーのひとり。

女性たち
演 - 高橋凛、櫻井音乃（第1話・第7話・最終話）
中華料理屋の個室で松山社長の後ろに立つ女性たち。

ダイナミックドリーム社員
演 - imase（第3話カメオ出演）
山崎梨々香の動画に夢中な御厨を、久井田とともに覗き込む。

りぃりぃ
演 - 金野美穂（第5話・第7話）
コスプレバーの店員。
宇佐美敬子
演 - 澤奈央（第5話）
ダイナミックドリーム社 経理部。

キャバクラ嬢
演 - 恋汐りんご、ななせぐみ、望月みゆ、甘夏ゆず、大桃子サンライズ（以上、バンドじゃないもん!MAXX NAKAYOSHI）（第5話 - 第7話）

キャバクラのスタッフ
演 - 朝井大智（第6話・第7話）

白川邦彦
演 - ねんど大介（第7話・最終話）
ジーガ・エンターテインメント部長。暴露系動画配信者「ザラーキー」に転身した更木の告発で業務上横領の容疑で逮捕される。

### キャスト（チェイサーゲームW）
春本樹（はるもと いつき）
演 - 菅井友香
ダイナミック・ドリーム社員。入社5年目で、日中共同制作の超ビッグタイトル『天女世界』のゲーム化プロジェクトのリーダーとなる。
林冬雨（はやし ふゆ）
演 - 中村ゆりか
クライアント先である中国大手コンテンツ会社・ヴィンセントの責任者。樹の元カノ。
青山航
演 - 佐藤寛太
フリージャーナリスト。樹とは高校時代の友人。
七瀬ふたば
演 - 菊地姫奈
ビジュアルエフェクト担当。
小松莉沙
演 - 椛島光
3Dアニメーター担当。
久保結菜
演 - 花柳のぞみ
シネマティック担当。
坂本綾香
演 - うらじぬの
アニメーションコンテ担当。
イマセ
演 - imase
アニメプロデューサーとなった更木の部下。
石井輝義
演 - 勝村政信
伝説のキャラクターデザイナー。
林浩宇
演 - 河合朗弘
冬雨の夫。
林月
演 - 秋山加奈
冬雨の娘。

### キャスト（チェイサーゲームW2）
春本樹
演 - 菅井友香
前作の最後でダイナミック・ドリーム社を辞め、カフェの店長として働く。
冬雨を忘れられずに、無意識に探してしまう。
1996年11月6日生まれ（O型・蠍座）
林冬雨（はやし ふゆ）
演 - 中村ゆりか
中国大手コンテンツ会社「ヴィンセント」を退社後、帰国し専業主婦に。
母からの監視に逆らえずにいる。
1996年7月22日生まれ（A型・蟹座）
パク・ヨルム
演 - ちせ
韓国で活動するインフルエンサー。樹の初恋相手。
七瀬ふたば
演 - 菊地姫奈
ビジュアルエフェクト担当。
久保結菜
演 - 花柳のぞみ
シネマティック担当。
高橋美咲
演 - 星野奈緒
ビジュアルエフェクト担当。
呂麻美
演 - 黒谷友香
中国大手コンテンツ会社「ヴィンセント」の元チーフプロデューサー。今は「国家経済発展委員会」経営戦略部長。
林佳
演 - 王メイ子
冬雨の母。
林浩宇
演 - 河合朗弘
冬雨の夫。
林月
演 - 秋山加奈
冬雨の娘。
小島ひかる
演 - 石川翔鈴
樹が店長として働くカフェの店員。

### スタッフ
- 原作 - 原作：松山洋・漫画：松島幸太朗『チェイサーゲーム』
  - 発行：KADOKAWA Game Linkage
  - 発売：KADOKAWA
  - 電子書籍出版：株式会社ナンバーナイン
- 脚本 - アサダアツシ、太田勇
- 監督
  - S1 - 太田勇、山口将幸、満岡克弥
  - W1 - 太田勇、山口将幸、井木義和
  - W2 - 太田勇、杉岡知哉、井木義和
- 音楽 - imase
- オープニングテーマ
  - S1 - 内田真礼「CHASER GAME」（ポニーキャニオン）[54]
- 主題歌
  - W1 - imase「ミッドナイトガール」（ユニバーサル ミュージック / Virgin Music）
  - W2 - imase「プリズム」（ユニバーサル ミュージック / Virgin Music）[55]
- エンディングテーマ
  - S1 - imase「アナログライフ」（Virgin Music / ユニバーサルミュージック）[43]
  - W1 - あかたん「口癖」
  - W2 - 中村ゆりか「L.o.v.e.」（Starry Records）[55]
- チーフプロデューサー - 浅野太
- プロデューサー
  - S1 - 太田勇、柴原祐一
  - W1 - 中村晋野（テレビ東京）、柴原祐一（株式会社ダブ）
  - W2 - 吉川肇（テレビ東京）、柴原祐一（株式会社ダブ）
- 協力 - サイバーコネクトツー
- 制作 - テレビ東京、ダブ
- 製作著作 -「チェイサーゲーム」製作委員会

### 原作との相違点
- 原作では龍也たちの勤める会社は福岡を拠点とする「サイバーコネクトツー」であるが[1]、ドラマでは「ダイナミックドリーム」という別の会社となっている[35]、舞台も福岡から東京に変更されている（ダイナミックドリームの所在地はサイバーコネクトツー東京スタジオと同じ品川区という設定）。
- 時代設定が2017年から放送当初の2022年に変更され、新型コロナウイルスの感染対策を示すシーンがあったりするなど時代背景を意識した要素が含まれている。
- 原作にあったエピソード・他作品のパロディネタが大幅に割愛されており、原作を踏襲したオリジナルのエピソードが展開される。これにより、原作では一部の話でしか出番が無かった穴井が準主役に昇格した。
- ドラマでは龍也の回想は1話の冒頭で簡略化された形で描かれており、10代の頃に非行に走った描写はない。また、設定変更により当時の仲間たちは登場しなかったり、原作の設定を踏襲しない場合がある。
- ドラマでは松山社長の下の名前が設定されておらず、テロップでは「松山」または「松山社長」と表記される。
- 原作ではインターン生として研修に参加していた三田がドラマでは面接の段階で不採用となり研修に参加しない。
- 藤井は第2話の時点で妊娠している。
- 生意気な後輩にデータを上書きされた先輩は原作では大谷だったが、ドラマ（第2話）ではダイナミックドリーム在籍時代の更木になっている。
- 原作にあった自主規制のエピソードはサイバーコネクトツーとは無関係の小学生の傷害事件の影響を受けて規制が掛かるというものだったが、ドラマではダイナミックドリームが開発するゲームソフトに主演する山崎梨々香が起こした不倫騒動のせいで規制するいう直接繋がるエピソードに変更されている。
- 第5話で上田がタクシー配車アプリの操作を誤り、東京都品川区の大井町ではなく神奈川県の大井町に向かってしまった失敗談は、漫画ではなく、原作者の松山洋が2022年5月に体験したエピソード[56]を元にしている[57]。

### 放送日程

#### チェイサーゲーム
| 各話   | 放送日         | サブタイトル                               | 監督     |
| ------ | -------------- | ------------------------------------------ | -------- |
| 第1話  | 2022年09月09日 | 助けてと言えないクリエイターはダメなんだよ | 太田勇   |
| 第2話  | 09月16日       | 優先すべきはコミュニケーションだ!          | 太田勇   |
| 第3話  | 09月23日       | 最初から完成された会社なんてない           | 太田勇   |
| 第4話  | 09月30日       | パパ活疑惑とクライアントの命令             | 山口将幸 |
| 第5話  | 10月07日       | ゲームの仕事を辞める理由                   | 満岡克弥 |
| 第6話  | 10月14日       | モンスターP更木のパワハラ三昧              | 山口将幸 |
| 第7話  | 10月21日       | ラスボス モンスターP更木を倒せ!            | 山口将幸 |
| 最終話 | 10月28日       | 味方になれないならせめて敵になれ           | 太田勇   |

#### チェイサーゲームW
| 各話   | 放送日        | サブタイトル    |
| ------ | ------------- | --------------- |
| 第1話  | 2024年1月09日 | 復讐の始まり    |
| 第2話  | 1月16日       | 裏切りと執着    |
| 第3話  | 1月23日       | 消せない未練    |
| 第4話  | 1月30日       | 交わる体温      |
| 第5話  | 2月06日       | 悪魔、来る。    |
| 第6話  | 2月13日       | 過ちの連鎖      |
| 第7話  | 2月20日       | 叶わぬ恋        |
| 最終話 | 2月27日       | CONTINUE or END |

#### チェイサーゲームW2
| 各話   | 放送日         | サブタイトル                   | 監督     |
| ------ | -------------- | ------------------------------ | -------- |
| 第1話  | 2024年09月20日 | 最愛と再愛                     | 太田勇   |
| 第2話  | 09月27日       | 閉ざされた扉の向こうに         | 太田勇   |
| 第3話  | 10月04日       | あなたがいると不幸になる       | 杉岡知哉 |
| 第4話  | 10月11日       | 会いたい、会いたい、会いたい。 | 杉岡知哉 |
| 第5話  | 10月18日       | 寝ても覚めてもあなたが好き。   | 井木義和 |
| 第6話  | 10月25日       | 思い出にはいつもあなたがいて   | 井木義和 |
| 第7話  | 11月01日       | 近づくほどに遠くなって         | 太田勇   |
| 最終話 | 11月08日       | 運命は私たちが変える           | 太田勇   |

### 放送局
| 放送期間                | 放送時間                     | 放送局         | 対象地域       | 備考                     |
| ----------------------- | ---------------------------- | -------------- | -------------- | ------------------------ |
| 2020年9月9日 - 10月28日 | 金曜 0:30 - 1:00（木曜深夜） | テレビ東京     | 関東広域圏     | 製作局                   |
|                         |                              | テレビ大阪     | 大阪府         |                          |
|                         |                              | テレビ愛知     | 愛知県         |                          |
|                         |                              | テレビせとうち | 岡山県・香川県 |                          |
|                         |                              | テレビ北海道   | 北海道         |                          |
|                         |                              | TVQ九州放送    | 福岡県         |                          |
| 2020年9月14日 - 11月2日 | 水曜 0:00 - 0:30（火曜深夜） | BSテレ東       | 全国           |                          |
|                         |                              | BSテレ東4K     | 全国           | 4Kアップコンバートで放送 |

| 放送期間               | 放送時間                     | 放送局     | 対象地域   | 備考   |
| ---------------------- | ---------------------------- | ---------- | ---------- | ------ |
| 2024年1月9日 - 2月27日 | 火曜 2:35 - 3:05（月曜深夜） | テレビ東京 | 関東広域圏 | 製作局 |
|                        |                              | テレビ大阪 | 大阪府     |        |
| 2024年1月14日 - 3月4日 | 月曜 0:35 - 1:05（日曜深夜） | BSテレ東   | 全国       |        |
|                        |                              | BSテレ東4K | 全国       |        |

| 放送期間                 | 放送時間                     | 放送局         | 対象地域       | 備考   |
| ------------------------ | ---------------------------- | -------------- | -------------- | ------ |
| 2024年9月20日 - 11月8日  | 金曜 0:30 - 1:00（木曜深夜） | テレビ東京     | 関東広域圏     | 製作局 |
|                          |                              | テレビ大阪     | 大阪府         |        |
|                          |                              | テレビ愛知     | 愛知県         |        |
|                          |                              | テレビせとうち | 岡山県・香川県 |        |
| 2024年9月25日 - 11月13日 | 水曜 0:00 - 0:30（火曜深夜） | BSテレ東       | 全国           |        |
|                          |                              | BSテレ東4K     | 全国           |        |

### ネット配信
| 配信開始月 | 配信サイト         | 配信料金     | 備考                      |
| ---------- | ------------------ | ------------ | ------------------------- |
| 2022年9月  | ネットもテレ東     | 広告付き無料 | 見逃し配信                |
| 2022年9月  | TVer               | 広告付き無料 | 見逃し配信                |
| 2022年9月  | GYAO!              | 広告付き無料 | 見逃し配信                |
| 2022年9月  | Paravi             | 定額制有料   | 各話放送終了直後から配信  |
| 2022年9月  | U-NEXT             | 定額制有料   | 各話放送終了直後から配信  |
| 2022年9月  | Amazon Prime Video | 定額制有料   | 各話放送翌朝10:00から配信 |

| 配信開始月 | 配信サイト         | 配信料金     | 備考                     |
| ---------- | ------------------ | ------------ | ------------------------ |
| 2024年1月  | ネットもテレ東     | 広告付き無料 | 見逃し配信               |
| 2024年1月  | TVer               | 広告付き無料 | 見逃し配信               |
| 2024年1月  | U-NEXT             | 定額制有料   | 各話放送終了直後から配信 |
| 2024年1月  | Amazon Prime Video | 定額制有料   | 各話放送終了直後から配信 |

| 配信開始月 | 配信サイト         | 配信料金     | 備考                     |
| ---------- | ------------------ | ------------ | ------------------------ |
| 2024年9月  | ネットもテレ東     | 広告付き無料 | 見逃し配信               |
| 2024年9月  | TVer               | 広告付き無料 | 見逃し配信               |
| 2024年9月  | Lemino             | 広告付き無料 | 見逃し配信               |
| 2024年9月  | U-NEXT             | 定額制有料   | 各話放送終了直後から配信 |
| 2024年9月  | Amazon Prime Video | 定額制有料   | 各話放送終了直後から配信 |

| テレビ東京系列 木ドラ24                                           | テレビ東京系列 木ドラ24                                               | テレビ東京系列 木ドラ24                             |
| 前番組                                                            | 番組名                                                                | 次番組                                              |
| ----------------------------------------------------------------- | --------------------------------------------------------------------- | --------------------------------------------------- |
| 量産型リコ -プラモ女子の人生組み立て記- （2022年7月1日 - 9月2日） | チェイサーゲーム （2022年9月9日 - 10月28日）                          | 自転車屋さんの高橋くん （2022年11月4日 - 12月23日） |
| 火曜 2:35 - 3:05                                                  |                                                                       |                                                     |
| -                                                                 | チェイサーゲームW パワハラ上司は私の元カノ （2024年1月9日 - 2月27日） | -                                                   |
| テレビ東京系 木ドラ24                                             |                                                                       |                                                     |
| 鉄オタ道子、2万キロ〜秩父編〜 （2024年9月6日 - 9月13日）          | チェイサーゲームW2 美しき天女たち （2024年9月20日 - 11月8日）         | 下山メシ （2024年11月15日 - 12月27日）              |